# Hagen Wend
Hagen Wend (* 26. August 1943 in Herzogswalde (Sachsen)) ist ein deutscher Geistlicher der Neuapostolischen Kirche. Er war von Dezember 1995 bis Januar 2009 Bezirksapostel in Hessen, Rheinland-Pfalz, Saarland, Belgien, Luxemburg und einigen Missionsländern in Afrika.

## Leben
Hagen Wend wurde in Herzogswalde bei Dresden geboren. 1949 übersiedelten seine Eltern mit ihren drei Kindern nach Westdeutschland. Hier besuchte seine Mutter Gottesdienste der Neuapostolischen Kirche. Im Alter von neun Jahren wurde Hagen Wend zusammen mit seiner Mutter und seinen beiden Brüdern versiegelt und somit Mitglied der Neuapostolischen Kirche.
Nach seinem Schulabschluss absolvierte er ein Studium der Rechtswissenschaften und Betriebswirtschaft und arbeitete fast 17 Jahre als  Jurist bei der Dresdner Bank.
Am 1. Januar 1990 wurde er Geschäftsführer des Verlags und der Druckerei Friedrich Bischoff, die sich im Besitz der Neuapostolischen Kirche befinden.
Am 23. September 1990 wurde er dann durch Stammapostel Richard Fehr zum Apostel für Südhessen (innerhalb der Gebietskirche Hessen/Rheinland-Pfalz/Saarland) sowie die Länder Belgien, Luxemburg und Griechenland ordiniert. Vorher war er u. a. Vorsteher der Gemeinde Frankfurt-Eschersheim, später auch Bezirksvorsteher von Frankfurt am Main sowie von 1989 bis 1990 Bischof.
1995 begann Stammapostel Richard Fehr eine partielle Neugliederung deutscher Gebietskirchen. Der die Gebietskirche Hessen/Rheinland-Pfalz/Saarland bis dato leitende Bezirksapostel Klaus Saur wurde Bezirksapostel für Bayern und ganz Baden-Württemberg (zuvor nur Baden) – seit 1. Januar 2002 bilden diese Bereiche die Gebietskirche Süddeutschland – und Apostel Hagen Wend empfing das Bezirksapostelamt für die Neuapostolische Kirche Hessen/Rheinland-Pfalz/Saarland.
Am 11. Januar 2009 wurde Hagen Wend von Stammapostel Wilhelm Leber in einem Gottesdienst im Congress Center der Messe Frankfurt in den Ruhestand versetzt. Zu seinem Nachfolger als Bezirksapostel und Kirchenpräsident der Neuapostolischen Kirche Hessen/Rheinland-Pfalz/Saarland wurde der bisherige Apostel Bernd Koberstein ordiniert.
| Personendaten    | Personendaten                          |
| ---------------- | -------------------------------------- |
| NAME             | Wend, Hagen                            |
| KURZBESCHREIBUNG | deutscher neuapostolischer Geistlicher |
| GEBURTSDATUM     | 26. August 1943                        |
| GEBURTSORT       | Herzogswalde (Sachsen)                 |